# Мост Байшачжоу
Мост Байшачжоу или Третий Уханьский мост (кит. 武汉白沙洲长江大桥) — комбинированный мостовой переход, пересекающий реку Янцзы, расположенный на территории города субпровинциального значения Ухань; 21-й по длине основного пролёта вантовый мост в мире (15-й в Китае). Является частью Третьей кольцевой автодороги Уханя.

## Характеристика
Мост соединяет западный берег реки Янцзы район Ханьян с восточным берегом районом Учан города субпровинциального значения Ухань, пересекая небольшой остров Байшачжоу, из-за которого и назван мост.
Длина мостового перехода — 3 589 м. Мостовой переход представлен западной секцией двухпилонным вантовым мостом с длиной основного пролёта 618 м, эстакадным переходом по острову Байшачжоу, восточной секцией мостом балочной конструкции, двумя мостовыми подходами с обеих сторон (на западе около 0,5 км и на востоке около 1,5 км). Высота основных башенных опор — 265 м. Башенные опоры имеют форму буквы А. 
Имеет 6 полос движения (по три в обе стороны).
Мост стал третьим мостом в Ухане через реку Янцзы. Строительство моста обошлось в 380 млн. долларов США.